# Jack Dylan Grazer
Pour les articles homonymes, voir Grazer.
Jack Dylan Grazer, né le 3 septembre 2003 à Los Angeles, est un acteur américain.
Il est notamment connu pour son rôle d'Eddie Kaspbrak dans le film d'horreur Ça (2017) et sa suite Ça : Chapitre 2 de 2019, et son rôle de Freddy Freeman dans le film Shazam! (2019) de l’univers cinématographique DC, et sa suite Shazam! La Rage des Dieux, en 2023.
The Hollywood Reporter l'a nommé comme étant l'une des 30 meilleures stars de moins de 18 ans en 2018.

## Biographie

### Jeunesse
Jack Dylan Grazer est né le 3 septembre 2003 à Los Angeles, de Gavin Grazer, scénariste, et d’Angela Lafever,,. Son oncle est le producteur Brian Grazer,,.
Il parraine annuellement deux étudiants pour une bourse à l'Adderley School for Performing Arts de Pacific Palisades (Los Angeles), dont il est ancien étudiant.

### Carrière d'acteur
Il fait ses débuts d'acteur en 2014 à l'âge de 10 ans dans la série télévisée The Greatest Event in Television History.
Il joue ensuite des rôles secondaires au cinéma et à la télévision, et obtient son premier grand rôle, celui d'Eddie Kaspbrak dans le film d'horreur Ça de 2017, adaptation du roman du même titre de Stephen King. Il jouera également dans sa suite, Ça : Chapitre 2, en 2019.
Il joue également dans la série de CBS, Me, Myself et I, en 2017-2018.
En 2019, il est choisi pour interpréter le rôle de Freddy Freeman dans le film Shazam! de l’univers cinématographique DC. Il jouera également dans sa suite, Shazam! La Rage des Dieux, en 2023.
Il figure parmi les rôles principaux dans la série télévisée dramatique sur le passage à l'âge adulte de Luca Guadagnino, We Are Who We Are (2020), et dans le thriller Frères Toxiques (2020).
Il prête sa voix au personnage d’Alberto Scorfano dans le film d'animation de Pixar Luca (2021), et au personnage de Barney Pudowski dans le film d'animation Ron débloque (2021). Il apparaît également dans le film d'animation de DC Comics Batman and Superman: Battle of the Super Sons, dans lequel il interprète Jonathan Kent, le fils de Superman.

### Vie privée
En 2021, Jack Dylan Grazer fait son coming out bisexuel lors d'une vidéo sur Instagram,,.

## Filmographie

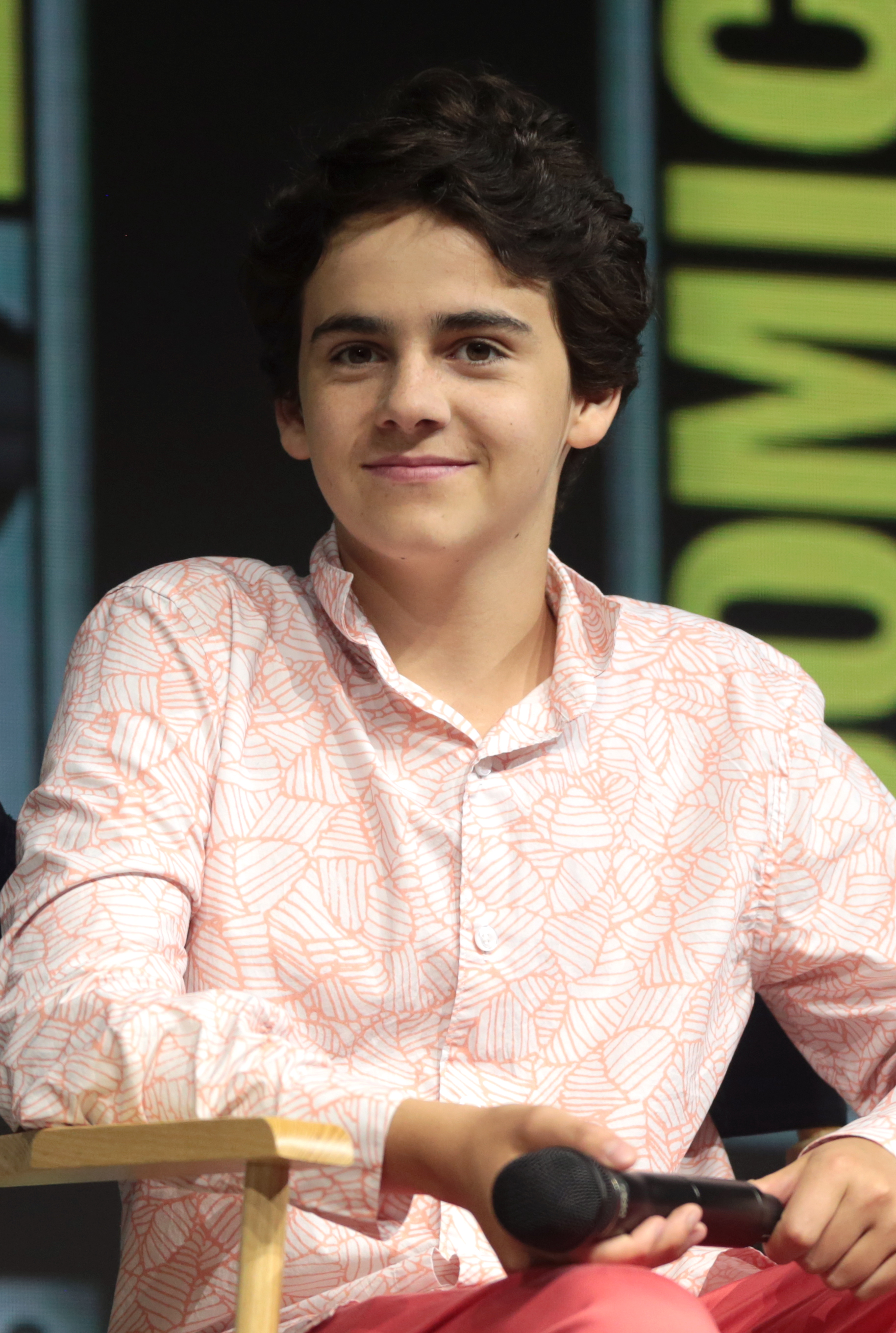
Jack Dylan Grazer en 2018.

### Cinéma
- 2015 : Tales of Halloween de plusieurs réalisateurs : le jeune étranger Joey
- 2017 : Scales: Mermaids Are Real de Kevan Peterson : Adam Wilts
- 2017 : Ça (It) d'Andrés Muschietti : Eddie Kaspbrak
- 2018 : My Beautiful Boy (Beautiful Boy) de Felix Van Groeningen : Nic Sheff adolescent
- 2019 : Ça : Chapitre 2 (It: Chapter Two) d'Andrés Muschietti : Eddie Kaspbrak
- 2019 : Shazam! de David F. Sandberg : Freddy Freeman
- 2020 : Frères Toxiques (Don't Tell a Soul) d'Alex McAulay : Joey Chambliss
- 2021 : Luca d'Enrico Casarosa : Alberto Scorfano (voix)
- 2021 : Ciao Alberto de McKenna Jean Harris : Alberto Scorfano (voix)
- 2021 : Ron débloque (Ron's Gone Wrong) de Sarah Smith et Jean-Philippe Vine : Barney Pudowski (voix)
- 2022 : Batman and Superman: Battle of the Super Sons de Matt Peters : Jonathan Kent (voix)
- 2022 : Dreamin' Wild de Bill Pohlad : Joe Emerson jeune
- 2023 : Shazam! La Rage des Dieux (Shazam! Fury of the Gods) de David F. Sandberg : Freddy Freeman
- 2023 : Downtown Owl de Lily Rabe et Hamish Linklater : Eli
- 2024 : Friendship : Steven

### Séries télévisées
- 2014 : The Greatest Event in Television History : le fils (1 épisode)
- 2015 : Comedy Bang! Bang! : Kayden Aukerman (1 épisode)
- 2017-2018 : Me, Myself & I : Alex Riley jeune (13 épisodes)
- 2018 : Speechless : Rev (saison 2, épisode 14)
- 2018 : Robot Chicken : Freddy Freeman (voix ; promotion pour Shazam!)
- 2020 : We Are Who We Are : Fraser Wilson (8 épisodes)
- 2022 : Cupid : Jason (série de podcasts)
- 2024 : The Spiderwick Chronicles : Thimbletack

## Distinctions

### Récompenses
- 2018 : MTV Movie & TV Awards : Meilleure équipe à l'écran (avec Finn Wolfhard, Sophia Lillis, Jaeden Martell, Wyatt Oleff, Jeremy Ray Taylor et Chosen Jacobs) pour le film Ça[14]
- 2019 : Hollywood Critics Association : Next Generation of Hollywood[15]

### Nominations
- 2017 : Fright Meter Awards : Meilleur acteur dans un second rôle pour le rôle d’Eddie Kaspbrak  dans le film Ça
- 2022 : Annie Awards : Meilleur doublage pour le rôle d’Alberto Scorfano dans le film Luca